# Thaumastoderma mediterraneum
Thaumastoderma mediterraneum is een buikharige uit de familie Thaumastodermatidae. Het dier komt uit het geslacht Thaumastoderma. Thaumastoderma mediterraneum werd in 1927 voor het eerst wetenschappelijk beschreven door Remane. 